# 笹森城
笹森城（ささもりじょう）是宮城縣仙台市宮城野區鶴谷（鶴ヶ谷）的山城。別名鶴ヶ谷城。
國分氏的重臣鶴谷氏之居城。築城時期一般認為是室町時代後期至安土桃山時代之間。
現存的跡地有雜木林。

## 関連項目
- 日本の城一覧